# Mariam Sy
Mariam Sy est une architecte malienne. Elle est spécialisée dans la construction en terre et tournée vers le développement durable.

## Études
Mariam Sy a grandi et vécu à Bamako jusqu’au moment de ses études supérieures. Elle décide de les réaliser à l’étranger car sa ville natale ne possède pas de faculté d’architecture. Ainsi, Mariam finit par s'inscrire à l'Institut Victor Horta à Bruxelles. Elle termine ses études en 2004. Très attachée à ses origines, elle fait son travail de fin d’études sur le Mali sous la forme d’un carnet de voyage. Elle y parle des typologies architecturales très diverses en fonction des zones géographiques, allant de la forêt jusqu’au désert en traversant le Sahel.
Par la suite, Sy décide d’approfondir ses connaissances et de se spécialiser dans l'architecture de terre. Ainsi, elle poursuit deux années à CRAterre, le Centre international de la construction en terre à l’École d’architecture de Grenoble.

## Carrière

### Pratique architecturale
Après ses études, Mariam Sy retourne s’installer à Bamako et acquiert beaucoup d’expérience, notamment en conception architecturale, en suivi de travaux et restauration de patrimoine bâti, mais aussi en architecture et construction en terre, en aménagement de paysage et en aménagement intérieur. En 2008, elle fonde le cabinet d’architecture Architerre, dont la pratique est tournée vers le développement durable. De plus, Architerre est un membre actif de l’ICOMOS.
Entre 2009 et 2012 elle participe à la restauration des saho classés dans le delta du Niger au Mali. Il s’agit d’une typologie de maisons communes des jeunes du peuple Bozo, des pécheurs. Les saho, réalisations en terre, s'inscrivent dans le patrimoine du Mali et revêtent d'une grande importance pour la population.
De plus, Mariam suit la doctrine écologique de choisir ses matériaux en fonction de leurs performances. Elle réalise en 2019 à Bamako une villa de terre et de chaux, la résidence à Sebenicoro. Ici, elle opte pour une technique avantageuse en inertie thermique : celle du remplissage en adobe avec de la terre prélevée du site même.

### Autres activités professionnelles
Mariam est membre active de l’ordre des architectes du Mali et est la trésorière de la section malienne de l’ICOMOS. De plus, elle est présidente et cofondatrice, avec Odile Vandermeeren, de FACT sahel+, une association qui réunit les acteurs de la construction en terre du Sahel et ses environs. Elle organise dans ce qu’on appelle « ACT sahel+ » des expositions, débats, ateliers ou encore workshop autour de ces questions. Mariam s’engage également à travers son association. En effet, cette dernière a déjà signé le pacte environnemental lancé par Reso-Climat Mali. Mais elle a aussi signé le manifeste de la Voûte nubienne et celui pour la Frugalité heureuse.

## Réalisations
Mariam Sy a déjà réalisé une trentaine de maisons individuelles, des équipements tels que des projets de médiathèque, d’atelier, d’écoles, de commerces, d’appartements, d’ateliers et de centrale électrique, mais aussi des projets d’architectures restaurées et classées patrimoines mondiaux.

### Résidences[1]
- Résidence privée à Bandiagara
- Résidence à Faladie Sema
- Résidence à Lassa
- Résidence à Sebenicoro[3]
- Résidence à Sotuba
- Résidence duplex à Cité Unicef
- Résidence privée à Banankabougou
- Résidence privée à Cité Unicef
- Résidence privée à Niamana
- Résidence privée à Souleymanebougou

### Équipements[1]
- Centrale EDM S.A. à Tombouctou
- Immeuble de commerce et appartements à Djikoroni
- Institut de formation paramédicale de la Croix Rouge en BTC

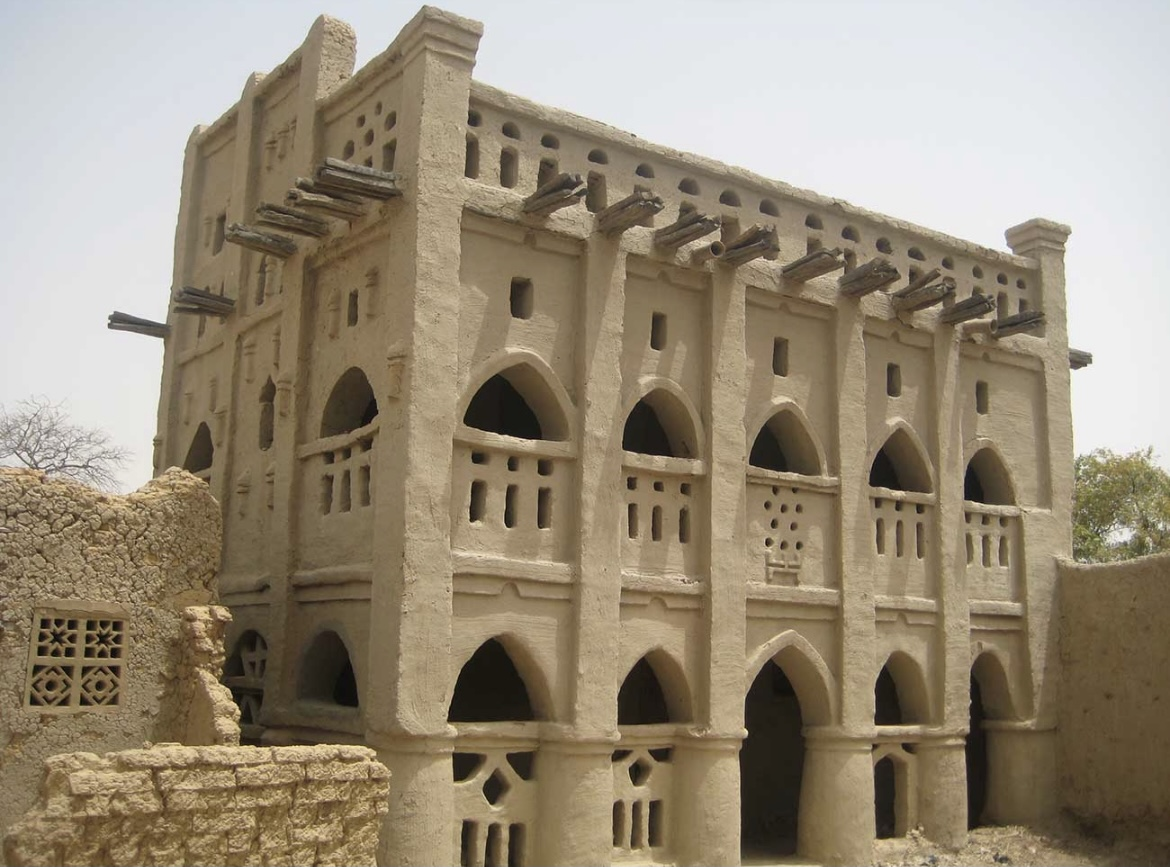
Saho à Kolenzé, 2009-12

### Restaurations[1]
- Restauration maisons classées à Djenné
- Restauration mosquée Djingarey Ber de Tombouctou
- Restauration mosquée Komoguel de Mopti
- Restauration mosquée Sankorede Tombouctou
- Restauration mosquée Sidi Yahia de Tombouctou
- Restauration Musée municipal de Tombouctou
- Restauration Saho Classés dans le delta du Niger[5]